# 蘇章 (漢朝)
蘇章（？—？），字孺文，扶風平陵縣（今陝西省咸陽市西北）人。八世祖蘇建，漢武帝時為右將軍。

## 生平
蘇章年少時博學，能撰寫文章。漢安帝時，被舉為賢良方正，由於對策成績優異，被任命為議郎。幾次陳述得失，言論剛直，出為武原縣令，當時歲饑，蘇章開倉廩，救活三千多戶。漢順帝時，遷冀州刺史。

### 大公無私
蘇章在冀州刺史任內，蘇章的一位老友是清河郡太守，蘇章在轄區巡視，準備調查他的貪贓之罪。蘇章請老友備下酒和菜餚，敘舊暢談，甚為歡洽。太守高興的說：「別人頭上只有一天，惟獨我有二天。」蘇章說：「今晚，我蘇孺文跟老友喝酒，這是私情；明天，冀州刺史偵辦案情，則是國法。」於是舉發判定了他的罪名，此事讓整個冀州知道了蘇章執法鐵面無私。蘇章被任命為并州刺史後，因打擊權貴而違旨，獲罪免官。蘇章隱居鄉里，不與世人相交。被徵為河南尹，蘇章不願就任。當時，朝政日趨凋敝，人民愁苦，議論時事的人日夜稱讚蘇章，但朝廷卻不再任用他。後來蘇章在家中去世。

## 祖父
- 蘇純，字恒公，中陵鄉侯，官至南陽太守。

## 延伸阅读
[在维基数据编辑]
 《後漢書·卷31》，出自范晔《後漢書》